# Ekebysjöns naturreservat
Ekebysjöns naturreservat är ett naturreservat i Danderyds kommun i Stockholms län.
Området är naturskyddat sedan 2008 och är cirka 42 hektar stort. Reservatet omfattar Ekebysjön med omgivande våtmarker och grönområden.   Reservatet består av hagar med lövträd och klibbalsdominerad sumpskog.